# Petros Voulgaris
Petros Voulgaris (Griechisch: Πέτρος Βούλγαρης) (* 13. September 1884 auf der Insel Hydra; † 26. November 1957) war ein griechischer Admiral, Politiker und ehemaliger Ministerpräsident.

## Leben
Voulgaris absolvierte nach dem Schulbesuch eine Ausbildung zum Offizier. Als solcher nahm er an den Balkankriegen von 1912 und 1913 sowie am Ersten Weltkrieg teil. Nach dem Beginn der Diktatur von General Ioannis Metaxas wurde er 1936 als Royalist im Range eines Admirals in den Ruhestand verabschiedet.
Während des Zweiten Weltkrieges wurde er 1943 zunächst zum Luftfahrtminister in die Regierung von Emmanouil Tsouderos berufen, jedoch bald darauf mit dem Kommando über die Marine und deren Reorganisation betraut.
Voulgaris war vom 9. April 1945 bis zum 17. Oktober 1945 Ministerpräsident. Zeitweise nahm er in seinem Kabinett auch die Ämter des Außenministers und Kriegsministers wahr.

## Biographische Quellen und Hintergrundinformationen
- Ministerliste der Regierungen 1924 bis 1946 (Memento vom 20. Dezember 2007 im Internet Archive)
- Toward Warm Water? Artikel im TIME-Magazine vom 23. Juli 1945
- If We Hold Fast…. Artikel im TIME-Magazine vom 1. Oktober 1945
- The Unknowns. Artikel im TIME-Magazine vom 12. November 1945

| Vorgänger          | Amt                                   | Nachfolger            |
| ------------------ | ------------------------------------- | --------------------- |
| Nikolaos Plastiras | Premierminister von Griechenland 1945 | Erzbischof Damaskinos |

| Personendaten    | Personendaten                                         |
| ---------------- | ----------------------------------------------------- |
| NAME             | Voulgaris, Petros                                     |
| KURZBESCHREIBUNG | griechischer Admiral, Politiker und Ministerpräsident |
| GEBURTSDATUM     | 13. September 1884                                    |
| GEBURTSORT       | Insel Hydra                                           |
| STERBEDATUM      | 26. November 1957                                     |